# Mednarodni standardni bibliografski opis
Mednarodni standardni bibliografski opis (kratica ISBD, International standard bibliographic description) je niz bibliografskih podatkov, ki opisujejo in identificirajo publikacijo.
Opis po ISBD je del popolnega bibliografskega zapisa in se sam navadno ne uporablja. Drugi elementi, ki sestavljajo popolni bibliografski zapis, kot so značnice, vsebinske oznake, enotni naslovi, pripomočki za razvrščanje in podatki o dodatnih vpisih, niso element določil ISBD.
Pravila za vključevanje teh podatkov v zapis so običajno navedena v pravilnikih za katalogizacijo. 
Podatki, ki se nanašajo na posamezno knjižnično zbirko (lokacija gradiva, podatki o fondu itd.), prav tako niso zajeti v ISBD; to so lokalni elementi, ki jih lahko dodamo splošnemu opisu.

## Struktura ISBD
Bibliografski opis je sestavljen iz naslednjih območij in elementov:
- območje naslova in navedbe odgovornosti
- območje izdaje
- območje posebnih podatkov o gradivu ali o zvrsti publikacije
- območje založništva in distribucije
- območje fizičnega opisa
- območje knjižne zbirke
- območje opomb
- območje standardne številke (ali druge) in pogoji dobave

Poleg tega struktura bibliografskega zapisa pa ISBD zajema še ločila, vire podatkov, jezik in pisavo, okrajšave in kratice ter velike začetnice.
Ker se bibliografski opisi med seboj razlikujejo glede na vrsto publikacije, se lahko tudi nekatera območja izključujejo.

## Družina mednarodnih standardov za bibliografski opis
Najbolj znan standard je ISBD(M), bibliografski opis monografskih publikacij, ki je bil prvi iz serije ISBD. Poleg ISBD(M), obstajajo tudi še drugi standardi, ki obravnavajo:
- serijske publikacije in druge kontinuirane vire  ISBD(CR)
- elektronske vire ISBD(ER)
- neknjižno gradivo ISBD(NBM)
- kartografsko gradivo ISBD(CM)
- monografske publikacije nastale pred letom 1801 ISBD(A)
- notno gradivo ISBD(PM)

Vsi ISBD temeljijo na splošnem standardu ISBD(G].
Vsak ISBD je namenjen posameznim značilnostim posameznega tipa publikacij, vendar nobeden izmed njih ne izključuje drugih.

## ISBD(M)
ISBD(M) je oznaka za mednarodni standardni bibliografski opis monografskih publikacij (International Standard Bibliographic Description for Monographic Publication).

### Monografska publikacija
Monografska publikacija je v enem ali več zvezkih oz. z vnaprej določenim številom fizično ločenih zvezkov. V ISBD(M) je opis omejen na publikacije, nastale po letu 1800, z besedilom in/ali ilustracijami v očem čitljivi obliki (tiskane knjige) ali v reliefnem tisku za slepe (npr. knjige v Braillovi pisavi). ISBD(M) zajema tudi tiste publikacije, ki so izšle v omejeni distribuciji ali v prodaji po naročilu. 
Za monografije pred letom 1801 je določen ISBD(A).
Standard določa zahteve za opis in identifikacijo teh
publikacij, predpisuje vrstni red elementov opisa in določa način rabe ločil v opisu. Ta določila se nanašajo na:
1. bibliografski zapis, ki ga pripravlja nacionalna bibliografska ustanova (v tiskani nacionalni bibliografiji, drugih tiskanih zapisih in v povezavi s strojno čitljivimi podatkovnimi zbirkami in
2. bibliografske zapise drugih katalogizacijskih centrov bodisi v elektronski ali tiskani obliki.

### Nastanek ISBD/ISBD(M)
Mednarodni standardni bibliografski opis izvira iz resolucije Mednarodnega srečanja izvedencev za katalogizacijo, ki ga je organizirala Komisija za katalogizacijo IFLA v Kopenhagnu, leta 1969. Resolucija je zahtevala oblikovanje standardizirane oblike in vsebine bibliografskega opisa. Leta 1971 je sledila je prva izdaja besedila Mednarodnega standardnega bibliografskega opisa, in sicer ISBD(M), ki je izšla kot zbirka priporočil.
ISBD(M) lahko štejemo za bistveni element v izvajanju dolgoročne politike univerzalne bibliografske kontrole, kar izraža naslednji sklep IMCE (Mednarodni simpozij strokovnjakov za katalogizacijo): »Prizadevati bi si morali za tak sistem mednarodne izmenjave podatkov, po katerem bi standardni bibliografski opis vsake publikacije naredila in posredovala neposredno nacionalna ustanova v deželi izida. Učinkovitost sistema bi bila odvisna od maksimalne standardizacije oblike in vsebine bibliografskega opisa.« Na tem simpoziju so tudi prvič obravnavali možnost mednarodnega standardnega bibliografskega opisa in sestavili delovno skupino za izdelavo takega standarda.
Že leta 1973 ga je prevzelo večje število nacionalnih bibliografij, s prevodi izvirnega angleškega besedila v več drugih jezikov pa so ga začele upoštevati tudi komisije za katalogizacijo pri preoblikovanju nacionalnih pravil za bibliografski opis. Številne pripombe uporabnikov teh priporočil so podprle odločitev za pripravo popravljenega in izboljšanega besedila. Komisija za katalogizacijo pri IFLA je 23.-24. avgusta 1973 v Grenoblu še pred sejo Generalnega sveta sklicala sestanek za predelavo ISBD(M). Rezultat tega sestanka je bila »prva standardna izdaja« ISBD(M), objavljena leta 1974.
Kmalu je postalo jasno, da knjižnice nimajo samo monografskih publikacij, in ta razlog postane pobuda za oblikovanje splošnega standardnega bibliografskega opisa, primernega za vse vrste publikacij. Naslednja izdana besedila ISBD, ki so izšla leta 1977, so se nanašala na ISBD(CM), ISBD(NBM) ter ISBD(S).
Avgusta 1977 je sprejel pomembne odločitve v zvezi s programi IFLA za ISBD tudi Stalni odbor sekcije za katalogizacijo pri IFLA, ki se je sestal med svetovnim kongresom IFLA v Bruslju. Sklenili so, da bo življenjska doba vseh besedil ISBD v prihodnje predvidoma pet let, potem pa bodo pretehtali potrebo po spremembi vseh ali le nekaterih besedil. V skladu s to odločitvijo je bila pri IFLA ustanovljena Komisija za revizijo ISBD, ki se je sestala 10.-11. avgusta 1981 v Londonu, in pripravila načrt ocene in revizije štirih ISBD – ISBD(CM), ISBD(NBM), ISBD(S), ki so vsi prvič izšli 1977, ter zadnje izdaje ISBD(M) iz leta 1978.
Za vsak ISBD je bila imenovana posebna delovna skupina, predsedniki skupin pa so bili izbrani izmed članov Komisije za revizijo ISBD. Večletne izkušnje s prvimi štirimi ISBD so pokazale, da so prešli v široko uporabo v deželah, kjer še niso imeli lastnih nacionalnih pravil za katalogizacijo, postali pa so tudi standardni vir podatkov pri izdelavi lastnih katalogizacijskih pravil. Te praktične izkušnje so porodile množico idej za nadaljnjo izboljšavo besedil, kot najpotrebnejše pa so bile začrtane naslednje zahteve:
- izboljšati jasnost izrazja in doslednost definicij ter določil
- preučiti možnost uporabe ISBD tudi za nelatinične pisave
- preveriti uporabo enačaja
- vključiti številnejše in boljše primere
- upoštevati pripombe, predvsem s strani IASA IN IAML, v zvezi z (NBM)

### Namen
Glavni  namen ISBD je predpisati določila za usklajeno katalogizacijo širom sveta in pospešiti mednarodno izmenjavo bibliografskih zapisov med nacionalnimi bibliografskimi ustanovami ter v mednarodnem  knjižničarskem in informacijskem okolju. S to odločitvijo elementov bibliografskega opisa, s predpisanim vrstnim redom, v katerem so ti elementi predstavljeni ter s predpisanimi ločili, ki jih razmejujejo, je namen ISBD predvsem:
- narediti zapise različnih virov zamenljive, tako da so zapisi ene dežele sprejemljivi za knjižnične kataloge ali bibliografske sezname drugih dežel
- pomagati pri predstavitvi zapisov brez jezikovnih pregrad, tako da so zapisi v enem jeziku razumljivi tudi v drugih jezikih
- pomagati pri pretvorbi bibliografskih zapisov v elektronsko obliko

### Raba
ISBD predpisuje določila za pokrivanje največjega možnega števila opisnih podatkov, ki jih zahteva vrsta različnih bibliografskih dejavnosti, zato vsebuje elemente, ki so potrebni za eno ali več teh dejavnosti, vendar seveda ne vseh. Priporočljivo je, da vsaka nacionalna bibliografska ustanova v svoji državi sprejme odgovornost za pripravo dokončnega zapisa za vsako publikacijo, izdano v tej državi ter pripravi dokončen opis, ki vsebuje vse obvezne elemente opisa po ustreznem ISBD, kolikor je informacija za opisano publikacijo uporabna. Nekateri elementi niso obvezni, podatek je lahko vključen ali izpuščen v skladu z navodili bibliografske ustanove. Druge katalogizacijske ustanove imajo širšo izbiro, ker ne pripravljajo dokončnega bibliografskega zapisa za mednarodno izmenjavo. Lahko izbirajo med obveznimi in neobveznimi elementi ISBD za svoje lastne zapise, vendar morajo biti izbrani elementi v predpisanem vrstnem redu in prepisani z ustreznimi ločili v skladu z ustreznim ISBD.
Uporaba ISBD je obvezna za nacionalne bibliografije in sicer za tiste, ki se želijo vključiti v sistem mednarodne bibliografske kontrole in s pomočjo računalniške obdelave obveščati svet o domačih novostih.

## ISBD(A)
Akronim ISBD(A) označuje Mednarodni standardni bibliografski opis starejših (antikvarnih) zaključenih publikacij, v angleščini The international standard bibliographic description for older monographic publications (antiquarian). Standard določa zahteve za bibliografski opis takšnih del, njihovo identifikacijo, določa vrstni red elementov opisa in opredeljuje sistem ločil, ki ga sestavljajo.

### Zgodovina
Prvi standardni izvod ISBD(M) iz leta 1974 je vključeval sledečo razlago: "ISBD(M) je v osnovi namenjen obravnavi tekočih publikacij. Kot takšen ne vsebuje dodatnih določb glede posebnih potreb pri obdelavi starejših del." Prvi korak k posebni obravnavi starejših del je bil storjen leta 1975, ko je Komite IFLA in Komite za redke in dragocene knjige in dokumente (IFLA Committee on Rare and Precious Books and Documents) organiziral delovno srečanje z namenom razglasitve določbe o ISBD(A). Nato sta se delovni skupini sekcij Komiteja za redke in dragocene knjige in Sekcije za katalogizacijo zbrali z namenom, da ugotovita, če ISBD(M) zadovoljuje potrebe za opis starejših publikacij, če je potrebno za ta namen opraviti revizijo ISBD(M) ali pa je najboljša rešitev v vzpostavitvi ločenega standarda, ISBD(A). Odločitev se je prevesila na stran izdelave ločenega standarda, ki je potekala med letoma 1977 in 1980, ko je bila objavljena prva edicija ISBD(A). Ob koncu leta 1985 je delovna skupina IFLE ponovno pregledala in precenila IMBD(A), na osnovi ugotovitev pa je druga, dopolnjena objava standarda izšla leta 1987.

### Raba ISBD(A)
V primeru starejših monografski publikacij izdelava dokočnih bibliografskih opisov ni nujno vezana na nacionalne bibliografske ustanove. Pogosto igrajo pomembno vlogo tudi druge bibliografske ustanove ali celo neodvisni strokovnjaki.
Bibliografska ustanova, ki je odgovorna za izdelavo bibliografski opisov, mora pripraviti dokočen opis vseh obveznih elementov, vključenih v ISBD(A), dokler ustrezajo potrebam publikacije, za katero se izdeluje bibliografski opis.
V primeru, kadar obstaja potreba po bolj natančnih zapisih, denimo v primeru katalogov inkunabul in drugih podrobnejših bibliografskih opisov, so lahko nekatere določbe ISBD(A) neprimerne. V takem primeru se bibliografska ustanova lahko posluži določb ISBD(M), z opombami, ki podajajo podrobnosti o tej odločitvi ali razliki med standardoma, ali brez njih.

## ISBD(CM)
ISBD(CM) je akronim za Mednarodni standardni bibliografski opis kartografskega gradiva, po angleško International standard bibliographic description for cartographic materials. Opredeljuje zahteve za opis in identifikacijo tovrstnega gradiva, določa vrstni red elementov bibliografskega opisa in rabo ločil pri izdelavi le-tega.

### Kartografsko gradivo
Kartografsko gradivo je vse gradivo, ki predstavlja, v celoti ali deloma Zemljo ali katerokoli nebesno telo, npr. dvodimenzionalne ali trodimenzionalne mape in zemljevide, digitalne zemljevide, nabore podatkov o prostoru, aeronavtično, navigacijske karte, globuse, blok-diagrame, zračne, satelitske fotografije ali fotografije iz vesolja, fotografije, ustvarjene z daljinskim vodenjem, atlase, tlorise itd.

### Elektronski viri
Na splošni 64. konferenci IFLA, leta 1998 v Amsterdamu, je bilo na srečanju Sekcije za geografijo in kartografijo sklenjeno, da se standard pregleda in predela tako, da bo ustrezal zahtevam bibliografskega opisa elektronskih virov. Do leta 1999 je bila pripravljena nova verzija. Ta vsebuje dve različici, A in B, ki se na področjih 3 in 5 razlikujeta po strukturi in vsebini. Verzija A se močno naslanja na ISBD(ER), medtem, ko je verzija B bolj podobna ISBD(CM), ki je trenutno v rabi.
Obstajajo tri področja znotraj standarda, ki še niso dokončno opredeljena:
1. V kakšnem obsegu naj bodo vključeni prostorski dokumenti, ki še niso vključeni v področje kartografije
2. Kakšni kriteriji naj bodo sprejeti pri identifikaciji novega elektronskega gradiva
3. Kakšna naj bosta struktura in vsebina območja opomb pri bibliografskem opisu dokumentov
4. Kakšna naj bo lestvica za digitalno kartografijo na področju 3

## ISBD(CR)
ISBD(CR) je kratica za International Standard Bibliographic Description for Serials and Other Continuing Resources - Mednarodni standardni bibliografski opis serijskih publikacij in drugih kontinuiranih virov. Serijska publikacija je kontinuirani vir, ki izhaja v zaporedju med seboj ločenih zvezkov ali delov, ki so po navadi številčeni, konec izhajanja pa ni predviden. K serijskim publikacijam med drugim spadajo časopisi, revije, elektronski časopisi, imeniki, letna poročila, časniki in knjižne zbirke.

### Revizija prvotnega standarda ISBD(S)
Deset let po izidu ISBD (S) se je zaradi velikih sprememb v načinu publiciranja in distribucije publikacij, ki jih je povzročila predvsem možnost publiciranja na internetu, ter zaradi vse pogostejših zahtev po poenotenju vseh treh standardov na področju serijskih publikacij (ISBD(S), ISSN Manual, AACR2) pokazala potreba po oblikovanju novega ISBD, ki bi zajel tudi nove zvrsti virov in čim bolj poenotil priporočila vseh treh standardov. 
Cilj delovne skupine je bil že takrat jasen: revidirati je treba standard ISBD(S), tako da bo zajel tudi nove oblike virov, ki imajo tudi določene značilnosti serijskih publikacij (konec izhajanja ni predviden, vendar pa publikacija ne izhaja v ločenih zvezkih ali delih, ampak se dopolnjuje  in spreminja z novimi vsebinami), hkrati pa ga uskladiti z ISSN IN AACR.
Skupna prizadevanja vseh treh skupnosti so bila okvirno usmerjena predvsem k naslednjemu:
- čim bolj poenoteni katalogizaciji, ki bo omogočala preprostejšo mednarodno izmenjavo bibliografskih zapisov;
- zmanjšanju števila sprememb stvarnega naslova, ki zahtevajo izdelavo novega zapisa;
- prepoznavanju nove kategorije gradiva, ki so jo poimenovali integrirni viri in ki se dopolnjuje in spreminja z integriranjem novih vsebin med prejšnje;
- razširitvi obsega gradiva, ki so ga vsi trije standardi doslej pokrivali, v vključitvijo novih virov, kot so npr. baze podatkov in spletne strani, ki zahtevajo drugačno ravnanje kot konvencionalne serijske publikacije v tiskani obliki ali v elektronski obliki z neposrednim dostopom;
- razširitvi definicije o tem, kateri viri so upravičeni do dodelitve številke ISSN

Rezultat te revizije je bil nov standard ISBD(CR), ki je usklajen s priročnikom ISSN (ISSN Manual) in 12. poglavjem AACR2, skladen je tudi z revidiranim standardom ISBD(M) ter s priporočili besedila Funkcionalne zahteve za bibliografske zapise (Functional Requirements for Bibliographic Records – v nadaljevanju FRBR). V ISBD(CR) so, tako kot v ostalih ISBD, določeni elementi označeni kot neobvezni (bibliografska ustanova se sama odloči, ali jih bo vključila ali izpustila), pomembno je, da so vsi elementi opisa, ki so obvezni po študiji FRBR obvezni tudi po ISBD(CR).
ISBD(CR) je pravzaprav več kot revizija ISBD(S), saj prinaša nekaj revolucionarnih sprememb. Predmet standarda se je razširil in zajel t. i. kontinuirane vire (continuing resources), in ne le konvencionalnih (tipičnih) publikacij serijskega tipa.

#### Kontinuirani viri
Kontinuirani vir (ali nezaključeni vir) je bibliografski vir, ki izhaja zaporedoma brez predvidenega konca. Kontinuirani viri vključujejo serijske publikacije in nezaključene integrirne vire.
ISBD(CR), mednarodni standard za bibliografski opis kontinuiranih virov, torej vključuje dve veliki skupini gradiva.
Tako za serijske publikacije kot za integrirne vire sta značilni prevsem kontinuiteta naslova in dinamika vsebine. Dinamika vsebine se kaže na dva različna načina: pri serijskih publikacijah se nove vsebine pojavljajo v obliki posameznih zvezkov ali delov, ki so v večini primerov označeni s številkami ali kronološkimi oznakami, pri integrirnih virih pa novi vsebinski sklopi nadomeščajo ali dopolnjujejo dotedanje, kar pa ni posebej označeno, pa tudi frekvenca teh sprememb in dopolnitev po navadi ni niti stalna niti predvidljiva.
| Serijske publikacije           | Integrirni viri                        |
| ------------------------------ | -------------------------------------- |
| Kontinuiteta naslova           | Kontinuiteta naslova                   |
| Zaporedni zvezki/deli          | Zaporedne spremembe in/ali dopolnitve  |
| Konec izhajanja ni predviden   | Konec izhajanja po navadi ni predviden |
| Tiskana ali elektronska oblika | Tiskana ali elektronska oblika         |

#### Integrirni vir
Integrirni vir je bibliografski vir, ki se dopolnjuje ali spreminja z osvežitvami, ki niso posebej označene, ampak so integrirane v celoto. Integrirni viri so lahko zaključeni ali nezaključeni. Med integrirne vire na primer spadajo nevezani listi (mapa z listi) z zamenljivo vsebino ter spletna mesta z občasnimi osvežitvami.
Ker je večina integrirnih virov v spletni obliki, pogosto pozabimo, da jih v tiskani obliki poznamo že dolgo: to so nevezani listi z zamenljivo vsebino, oblika vezave, ki kar kliče po tem, da vsebino, ki je speta le provizorično, spreminjamo in dopolnjujemo. Za večino takšnih nevezanih listov z zamenljivo vsebino velja, da konec izhajanja ni predviden, za večino tudi velja, da se dopolnjujejo in spreminjajo v poljubnih intervalih.

#### Pogostnost
Pogostnost označuje intervale, v katerih izhaja serijska publikacija: dnevno, tedensko,mesečno letno ter intervale, v katerih izhajajo osvežitve integrirnih virov.
Pri nekaj takšnih tiskanih publikacijah pa je konec izhajanja vnaprej predviden. Tudi na spletu so integrirni viri, seveda v manjšini, pri katerih je konec izhajanja vnaprej predviden: to so revidirana elektronska besedila (npr. besedila ob rednih revizijah standardov ISO, ko je natančno predviden rok, v katerem se zbirajo pripombe in spremembe) ter spletne strani dogodkov (konference, festivali, ...), pri katerih konec dogodka pomeni tudi konec spreminjanja spletne strani. Druga, precej večja skupina integrirnih virov pa so spletni viri, pri katerih konec izhajanja ni predviden in ki se spreminjajo in dopolnjujejo, ne da bi bilo to posebej označeno: to so spletne strani in spletna mesta, podatkovne zbirke, računalniški programi.
Temeljno pravilo pri katalogizaciji serijskih publikacij je od nekdaj bilo, da ob vsaki večji spremembi naslova naredimo nov zapis. Za serijske publikacije to še vedno velja, čeprav se je v novem standardu zmanjšalo število »večjih« sprememb naslova, pri integrirnih virih pa velja obratno: če se spremeni naslov, obstoječi zapis popravimo in podatek o prejšnjem naslovu vnesemo v opombo.
Druga takšna večja razlika je sama osnova za bibliografski zapis: pri serijskih publikacijah je to še vedno prvi zvezek ali del, pri integrirnih virih pa zaradi njihove »mimobežne« narave to pač ni mogoče in je zato osnova zapisa t. i. tekoča iteracija.

#### Iteracija
Iteracija je primerek integrirnega vira, bodisi ko izide prvič ali ob vsaki osvežitvi.

## ISBD(ER)
ISBD(ER) - International Standard Bibliographic Description for Electronic Resources oziroma Mednarodni standardni bibliografski opis elektronskih virov vsebuje in navaja zahteve za opis in identifikacijo tovrstnih enot, določa vrstni red elementov bibliografskega zapisa in 
določa ločila, ki se jih v zapisu ISBD(ER) mora upoštevati.
ISBD pomaga tudi pri pretvorbi bibliografskih zapisov v elektronsko obliko ISBD(ER). Pri katalogizaciji elektronskih virov se na elektronske vire gleda iz dveh stališč:
- ali gre za lokalni dostop (tu lahko opišemo fizični nosilec, ki ga mora uporabnik vstaviti v računalnik ali nanj priključeno periferno napravo),
- ali dostop na daljavo (uporabnik ne more prijeti fizičnega nosilca, dostop se lahko zagotovi le s pomočjo vhodno-izhodne naprave, ki je priključena na računalniški sistem, z uporabo virov, shranjenih na trdem disku ali drugi pomnilniški napravi).

Če elektronski vir združuje lastnosti, ki so opisane v drugih ISBD-jih, je treba upoštevati vsa pravila. 
Elektronski viri vse pogosteje nastajajo v različnih izdajah, za to gre, kadar ugotovimo pomembne razlike v intelektualni in umetniški vsebini. V takih primerih je potrebno izdelati nov bibliografski zapis. 
Če je enota razpoložljiva na različnih vrstah ali velikostih fizičnega nosilca, na različnih izhodnih medijih, različnih formatih prikaza, se lahko vsak nosilec opiše v istem  ali pa v ločenem bibliografskem zapisu. Avtorji ISBD(ER) se zavedajo in v publikaciji tudi omenjajo, da bodo zaradi prvenstvenega namena standarda in zaradi hitro spreminjajoče se tehnologije, potrebna dopolnila in spremembe v določilih ISBD(ER).
Nekateri novi pojmi in lastnosti elektronskih virov, ki so pomembni pri katalogizaciji, so  v standardih definirani. To so na primer pojmi: CD – I (Compact Disc – Interactive), CD – ROM, dostop, fizični nosilec, ime datoteke (uporablja se za računalniško identifikacijo podatkovnega vira ali programa), imenik (seznam datotek s pripadajočimi imeni), internet, izpis (natisnjeno ali prikazano besedilo programa ali vsebine vira), kompresija (način zgoščevanja podatkov), meni, periferna naprava (npr. tiskalnik), spletna stran, strojna oprema, terminal, URL (Uniform Resource Locator = enotni naslov vira), vstopna stran (glavni ali začetni zaslon hipertekstnega dokumenta na spletnem mestu) itd.

## ISBD(G)
ISBD(G) - General International Standard Bibliographic Description (Splošni mednarodni standardni bibliografski opis) navaja elemente, ki so potrebni za opis in identifikacijo vseh vrst gradiva, ki se lahko pojavi v knjižničnih zbirkah, predpisuje vrstni red elementov opisa in določa način rabe ločil v opisu. 
Je osnova za specializirane ISBD, ki so že izdelani za posebne vrste gradiva, ali pa so še v pripravi. Predstavlja tudi osnovo za revizijo že obstoječih besedil ISBD. 
ISBD(G) se ukvarja z opisovanjem enot v bibliografskih zapisih nacionalne bibliografske ustanove (v tiskani nacionalni bibliografiji, v drugih tiskanih zapisih in v z njimi povezanih strojno čitljivih podatkovnih zbirkah) in v bibliografskih zapisih drugih ustanov za katalogizacijo, bodisi v strojno čitljivi bodisi v tiskani obliki.

### Nastanek
Skupni strokovni odbor za revizijo angloameriških katalogizacijskih pravil je avgusta 1975 predlagal Komisiji za katalogizacijo pri IFLA, naj se izdela splošni mednarodni bibliografski opis, ki bi bil primeren za vse vrste knjižničnega gradiva. Nastal je ISBD(G), ki je bil objavljen leta 1977. ISBD(M) so predelali, da bi ga uskladili z ISBD(G) in "predelana prva standardna izdaja" ISBD(M) je bila objavljena leta 1978. Predelana izdaja ISBD(G) pa je del zaključne faze pregledovanja ISBD in usklajuje načela Splošnega mednarodnega standardnega bibliografskega opisa: anotirano besedilo z določili specializiranih ISBD v sedanjih verzijah. Tako kot izdaja ISBD(G) iz leta 1977 tudi ta predelana izdaja ne prinaša katalogizacijskih pravil za splošno rabo, ampak določa okvirno shemo in bistvene značilnosti specializiranih ISBD, ki prinašajo bolj podrobne odgovore in navodila, ter predstavlja pomemben vir za sestavljalce katalogizacijskih pravilnikov.
ISBD(G) vključuje dva dodatka. Prvi dodatek predpisuje v skladu s standardi posebno tehniko stopenjskega opisa. Drugi dodatek je namenjen obdelovalcem publikacij v nelatiničnih pisavah; prikazuje način popisovanja podatkov in prinaša primere za podatke, ki so pisani deloma v pisavi, ki se bere z desne proti levi in deloma v pisavi, ki se bere z leve proti desni.
Novo izdajo ISBD(G) je odobrila Sekcija za katalogizacijo pri IFLA.

## ISBD(NBM)
ISBD(NBM) - International Standard Bibliographic Description for Non Book Material (Mednarodni standardni bibliografski opis za neknjižno gradivo) odreja specifične zahteve za identifikacijo in  sistem ločil za opis neknjižnega gradiva ( video posnetki, video projekcija, grafični zapis v video plakatu, razglednica, zvočni posnetek, mikrofilm,film).

## ISBD(PM)
ISBD(PM) - International Standard Bibliographic Description for Printed Music oziroma Mednarodni standardni bibliografski opis glasbenih tiskov daje določila za opis in identifikacijo glasbenih tiskov, predpisuje vrstni red elementov in določa način rabe ločil v opisu. Ta določila so namenjena v prvi vrsti za opise v tiskanih katalogih, za tiskane enote v drugih bibliografijah in za bibliografske enote vseh vrst. Je eden izmed objavljenih ali načrtovanih ISBD. Čeprav vsak izmed njih vsebuje povezan sistem navodil za opis gradiva ali vrste publikacij, ki jim je namenjen, nobeden od njih ne zadošča za uporabo sam zase. Uporabnik ISBD(PM) si bo moral pomagati z drugimi ISBD, kadar opis publikacije delno posega na območje drugega ISBD (npr. mikroreprodukcija zaključene glasbene tiskane publikacije) in pri opisu različnih vrst spremnega gradiva, če je takšno gradivo predmet drugega ISBD.

### Nastanek
ISBD(PM) je skupaj z vsemi drugimi specializiranimi ISBD iz programa IFLA zasnovan v okviru ISBD(G) in njegovega komentiranega besedila (objavljeno 1977), upošteva pa - kjer je utemeljeno - tudi določila predelane prve izdaje ISBD(M) (objavljena decembra 1978). Prizadeva si obdržati ravnotežje med temeljnimi bibliografskimi načeli, sprejetimi v ISBD(G), in med specialnimi vprašanji, ki se pojavljajo pri katalogizaciji glasbenih tiskov. Hkratno delovanje večine članov delovne skupine pri tej mednarodni nalogi in sočasno ukvarjanje z razvojem ali revizijo nacionalnih katalogizacijskih pravil je terjalo od vseh visoko stopnjo pripravljenosti na kompromise. Upati je, da bodo ta priporočila sprejemljiv temelj za mednarodni standard za katalogizacijo muzikalij; izkušnje, pridobljene pri uporabi ISBD(PM), ki jim bo sledila načrtovana nadaljnja raziskava in analize v podkomiteju katalogizacijske komisije IAML, bodo zagotovile, da bo mogoče besedilo, ki se pojavlja v letu 1980 , nadalje izboljšati. Še več, izdaja ISBD(PM) daje dober temelj, na katerem se bo razvijala prihodnja mednarodna dejavnost v zvezi s katalogizacijo muzikalij, kar tudi obeta, da se bo daljnji rok za mednarodno bibliografijo glasbenih tiskov precej približal.

### Raba
ISBD(PM) nudi največje število opisnih podatkov za vse vrste različnih bibliografskih dejavnosti in zato vključuje elemente, ki so lahko pomembni za eno ali več takšnih dejavnosti, a ne nujno za vse. Priporočljivo je, da bi bila v vsaki deželi nacionalna bibliografska ustanova odgovorna za izdelavo dokončnega opisa vsake publikacije, ki izide v tej deželi, z vsemi elementi po ISBD(PM), če ustrezajo opisovani publikaciji. Drugi centri za katalogizacijo, knjižnice itd. lahko sami odločajo, katere elemente bodo upoštevali v svojih opisih, vendar morajo izbrane elemente navajati v zaporedju in s predpisanimi ločili po ISBD(PM).
Opis, kakršen izhaja iz uporabe ISBD(PM), se praviloma ne bo uporabljal sam zase, marveč bo le del popolnega katalognega vpisa ali bibliografskega pregleda. V ISBD(PM) ni pripomočkov za razporejanje (značnice, enotni stvarni naslovi itd.), pomagal za uvrščanje in razvidov pomožnih vpisov ter predmetnih gesel, ki služijo urejanju vpisov v katalogih ali drugačnih seznamih.